# Fuji T-5
Fuji T-5 – japoński samolot szkolno-treningowy o napędzie turbośmigłowym, produkowany przez firmę Fuji Heavy Industries.

## Historia rozwoju
Fuji T-5 powstał jako następca napędzanego przez silnik tłokowy samolotu Fuji KM-2. Fuji Heavy Industries podczas prac zdecydował się wykorzystać jak najwięcej rozwiązań pochodzących z maszyny KM-2. Finalnie przebudowano jeden z egzemplarzy KM-2 i zamontowano w nim silnik turbośmigłowy Allison Model 250, w miejsce tłokowej jednostki Lycoming. Samolot oznaczono jako KM-2D i prototyp oblatano go 28 czerwca 1984 roku, zaś certyfikację uzyskał 14 lutego 1985 roku. 
W późniejszym czasie producent rozwinął konstrukcję KM-2D. Wprowadzono nowe instrumenty w kokpicie, pilot i instruktor zajmowali miejsce obok siebie, zaś otwierane drzwi, które znajdowały się w bokach kadłuba zastąpiono otwieraną do tyłu osłoną kabiny. Wariant zmodernizowany oznaczono jako KM-2D Kai. 
KM-2D Kai zostały zamówione przez Japońskie Morskie Siły Samoobrony jako nowy samolot szkolny w marcu 1987 roku. Po wprowadzeniu samolotu do służby, zyskał on oznaczenie T-5. Dostawy rozpoczęły się w 1988 roku. 

## Konstrukcja
Fuji T-5 to jednosilnikowy samolot szkolno-treningowy. Napęd stanowi silnik turbośmigłowy Allison Model 250-B17D o mocy 350 KM, który napędza trójpłatowe śmigło. Skrzydła proste w układzie dolnopłatu. Samolot wykonano w całości z metalu. Załoga liczy dwóch pilotów – pilota oraz instruktora, którzy zajmują miejsce obok siebie, zaś dodatkowo z tyłu przewidziane jest miejsce dla dwóch osób. Dostęp do kokpitu zapewnia otwierana do tyłu osłona kabiny. Samolot ma trójkołowe, chowane w locie podwozie. 

## Galeria

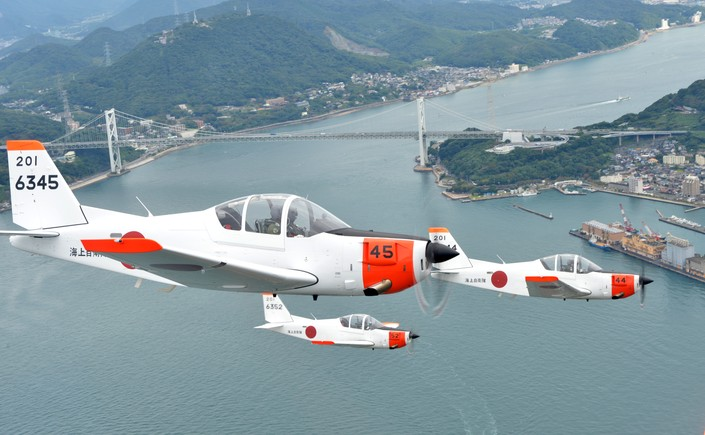
Formacja samolotów Fuji T-5 w locie
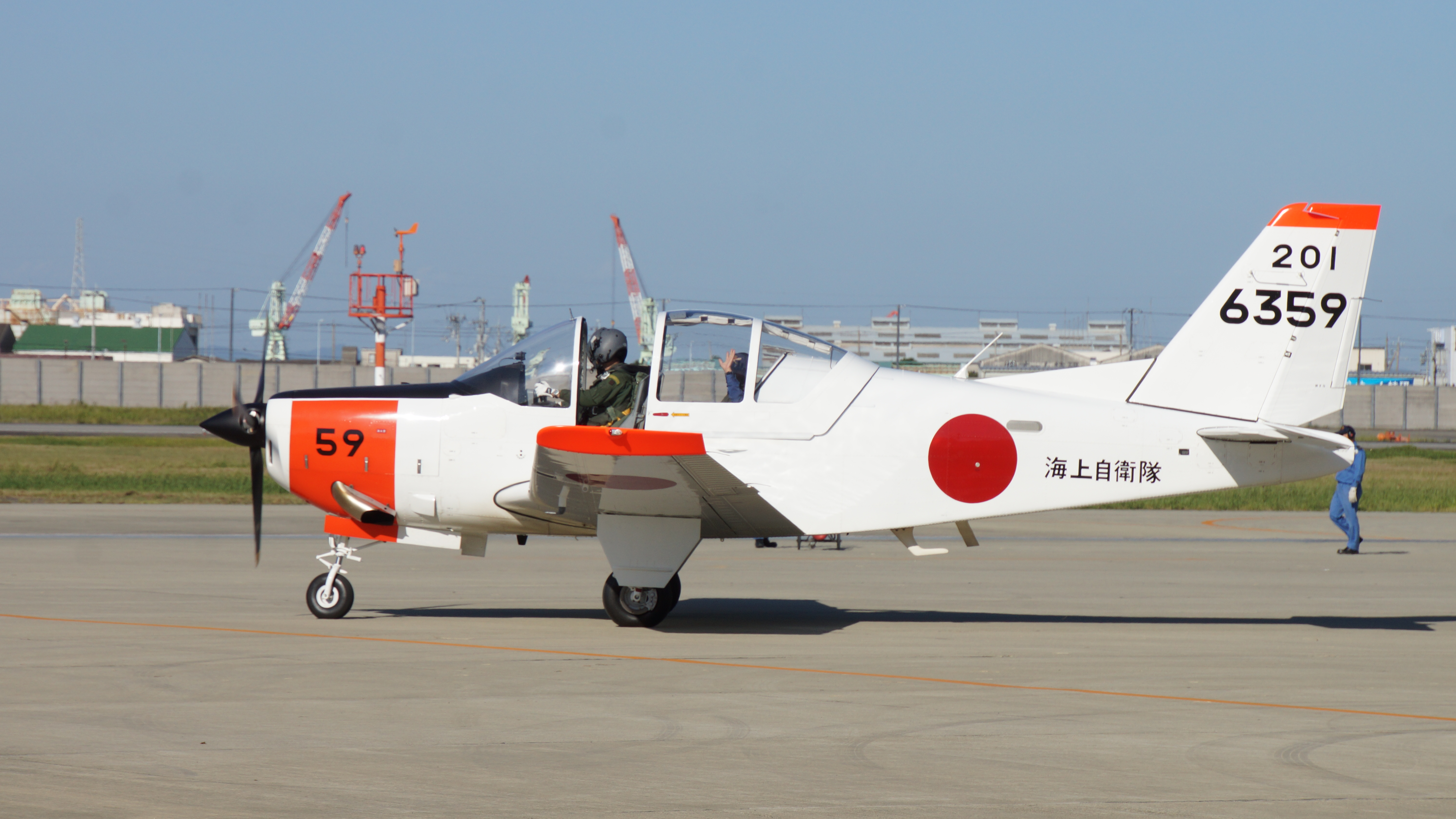
Samolot w czasie kołowania z otwartym kokpitem
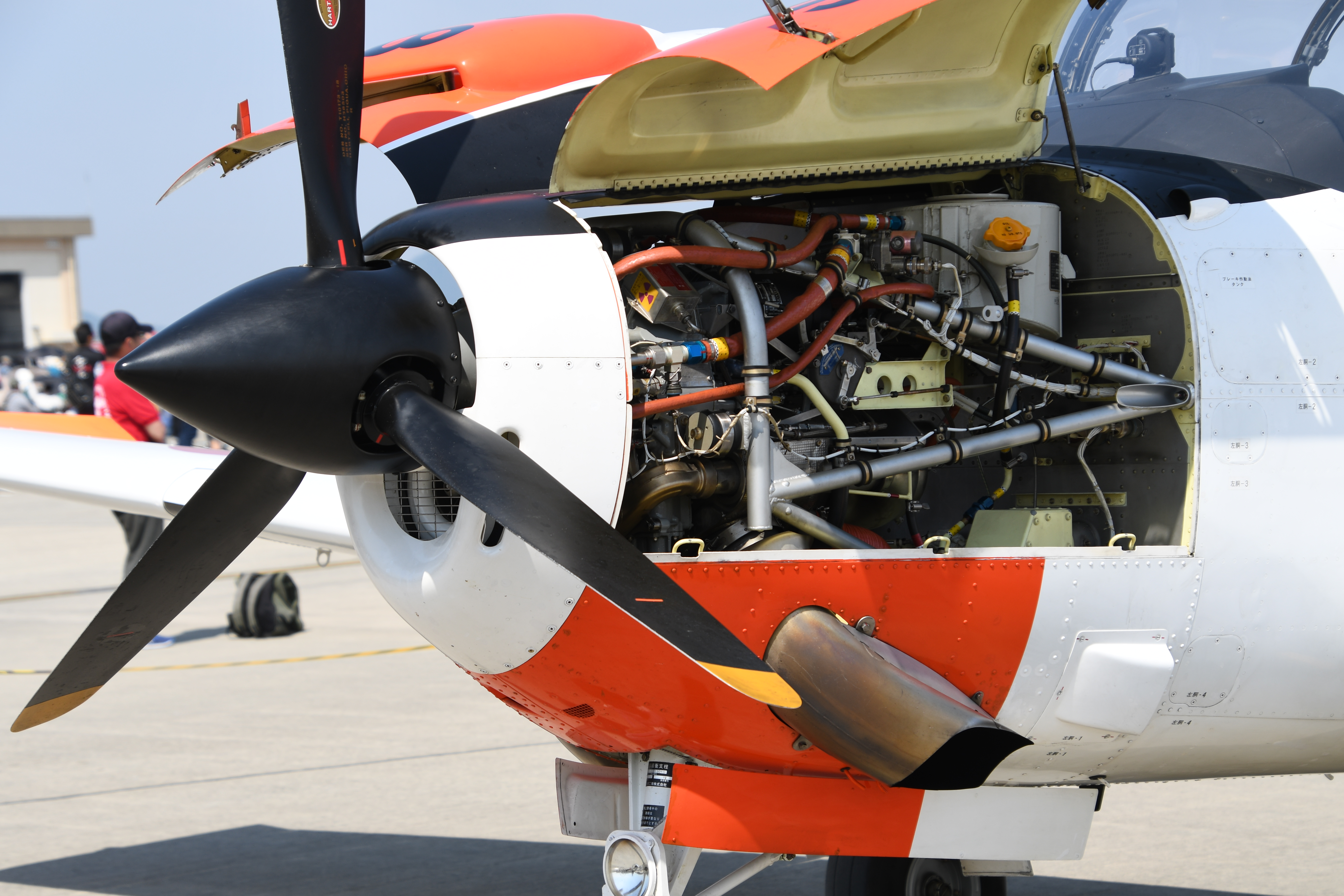
Silnik Alison Model 250-B17D
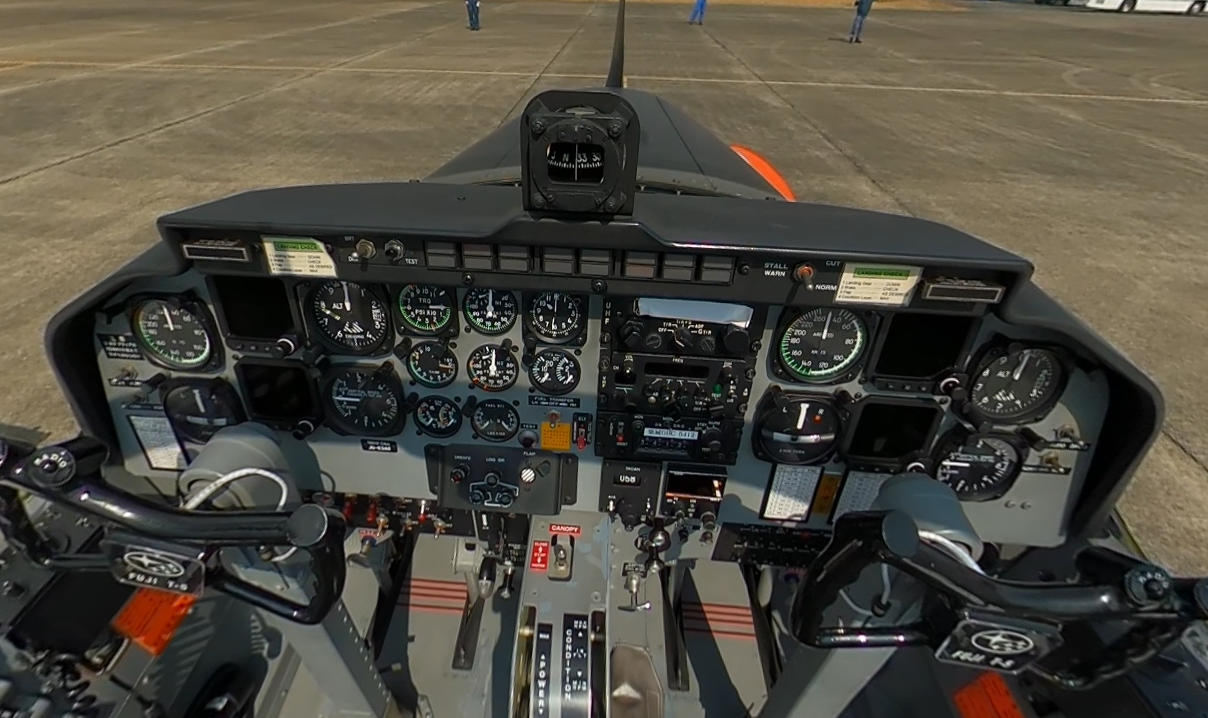
Kokpit samolotu